# راشل کورسی
راشل کورسی (انگلیسی: Rachel Corsie؛ زادهٔ ۱۷ اوت ۱۹۸۹) بازیکن فوتبال اهل بریتانیا است.
از باشگاه‌هایی که در آن بازی کرده‌است می‌توان به باشگاه فوتبال رین، باشگاه فوتبال نوتس کانتی، و باشگاه فوتبال آبردین اشاره کرد.
وی همچنین در تیم‌های ملی فوتبال Scotland women's national under-19 football team و زنان اسکاتلند بازی کرده‌است.